# Lublino (stacja metra)
Lublino (ros. Люблино) – stacja moskiewskiego metra linii Lublinsko-Dmitrowskiej (kod 157). Nazwa stacji pochodzi od nazwy rejonu Lublino w południowo-wschodnim okręgu administracyjnym Moskwy, gdzie jest położona.

## Konstrukcja i wystrój
Jednopoziomowa, jednonawowa stacja metra z jednym peronem. Strop, składający się z dwóch części oddzielonych pasem lamp, płynnie przechodzi w ściany wyłożone ciemnym marmurem i granitem. Motywem przewodnim wystroju jest architektura miast otaczających Moskwę (Lublino do 1961 roku było samodzielnym miastem). Na końcu peronu znajduje się herb Lublina.